# Janusz Majcherek (krytyk)
Janusz Majcherek (ur. 1959 w Turku) – polski krytyk teatralny, eseista, felietonista. Absolwent, a następnie wykładowca Wydziału Wiedzy o Teatrze Akademii Teatralnej im. Aleksandra Zelwerowicza w Warszawie. W latach 2002–2008 prodziekan WOT-u.

## Życiorys

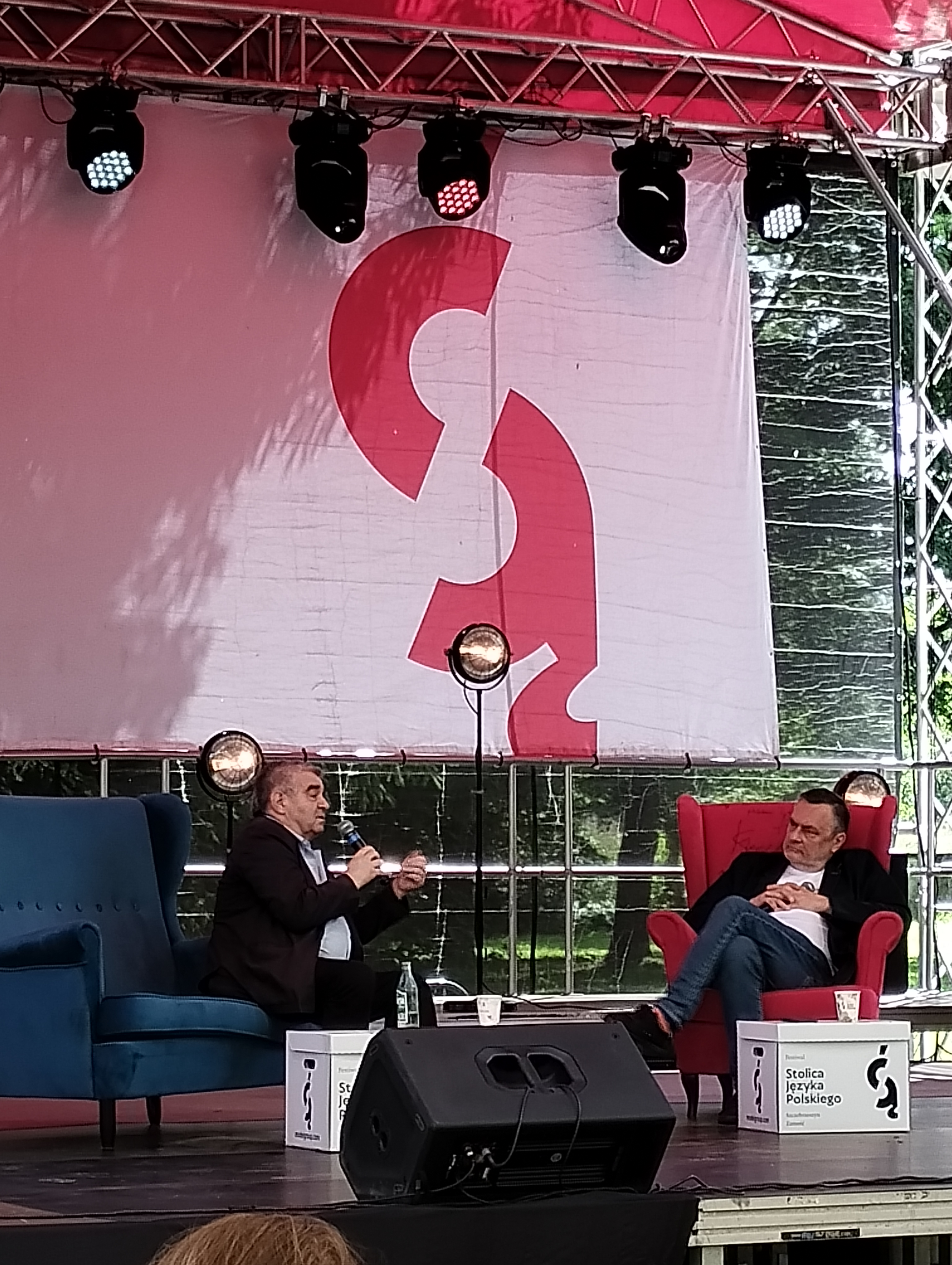
Antoni Libera i Janusz Majcherek (2023)

W latach 1996–2006 redaktor naczelny czasopisma „Teatr”. Od marca 2006 do 2010 członek kolegium redakcyjnego „Teatru”. W latach 2010–2011 koordynator programu studyjnego w Teatrze Studio, następnie do sierpnia 2012 kierownik literacki tamże. Od marca 2013 pracuje w Teatrze Polskim im. Arnolda Szyfmana w Warszawie – także jako kierownik literacki. Stały współpracownik Programu Drugiego Polskiego Radia do lutego 2018, gdy z nagrania audycji o jego książce „Kryptonim Dziady” szef redakcji publicystyki Programu II PR, Krzysztof Gottesman bez pytania wyciął jego słowa o podobieństwie atmosfery i języka propagandy zimy 2018 z Marcem 1968. Publikuje w „Dialogu”, „Zeszytach Literackich”, „Scenie” oraz na portalu teatralny.pl. W czerwcu 2016 miała premiera książki Niedoskładanka – pierwszego wyboru tekstów krytyka.
W 2011 został odznaczony Brązowym Medalem Zasłużony Kulturze Gloria Artis.